# Leschniw
Leschniw (ukrainisch Лешнів; russisch Лешнев/Leschnew, polnisch Leszniów) ist ein Dorf in der ukrainischen Oblast Lwiw in der Westukraine mit etwa 700 Einwohnern.

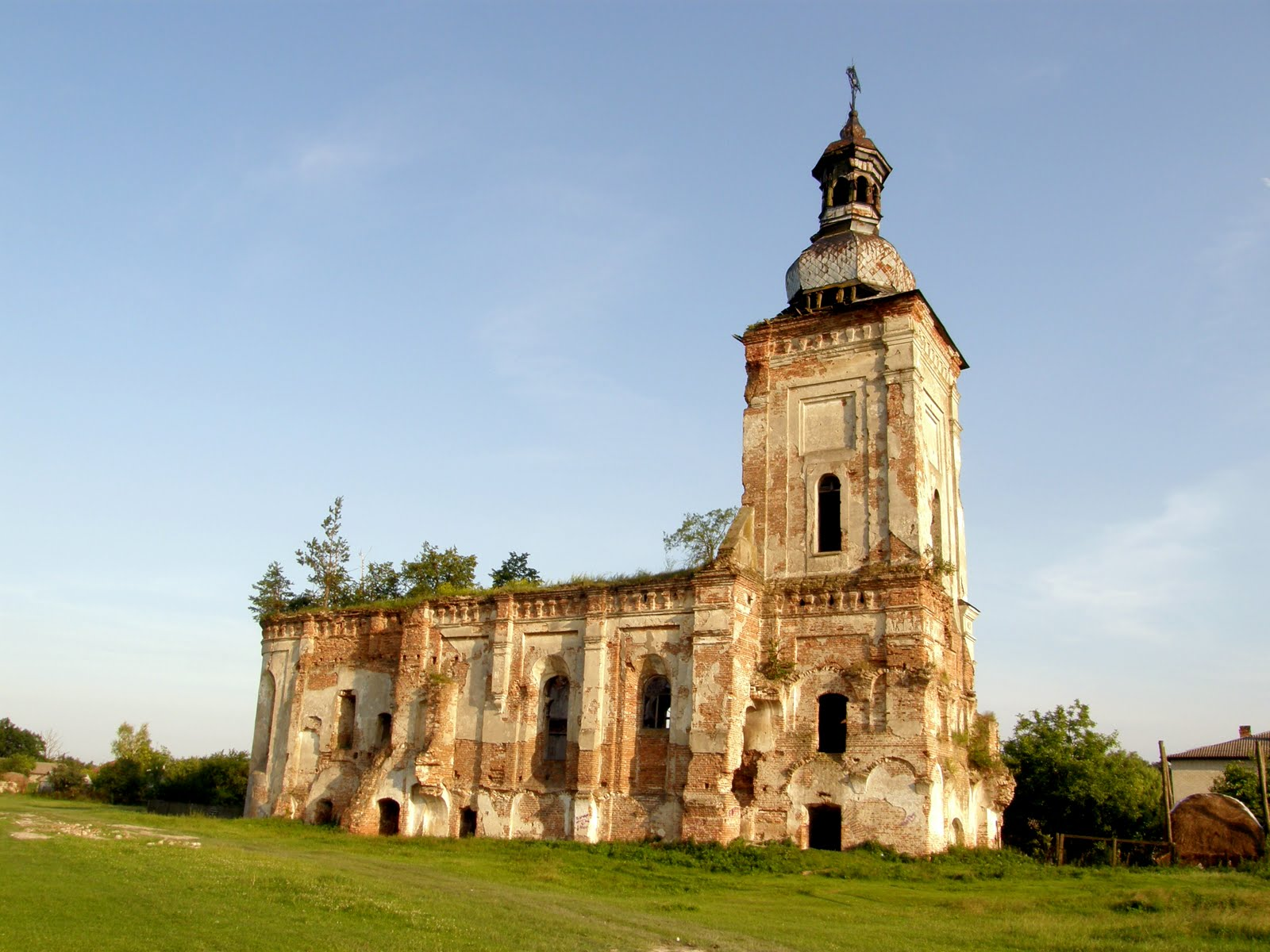
Ruine der Klosterkirche im Ort

Die Ortschaft liegt im Westen der historischen Landschaft Galizien im Rajon Solotschiw am Fluss Sloniwka (Слонівка), etwa 18 Kilometer nördlich vom Rajonzentrum Brody und 88 Kilometer nordöstlich vom Oblastzentrum Lwiw entfernt.
Sie gehört verwaltungstechnisch zur Stadtgemeinde Brody, bis 2020 bildete sie zusammen mit den Dörfern Hrymaliwka (Грималівка), Koroliwka, Lissowe (Лісове) und Pisky (Піски) die Landratsgemeinde Leschniw im Rajon Brody.
Der Ort wurde 1471 zum ersten Mal schriftlich erwähnt, erhielt später das Magdeburger Stadtrecht verliehen, lag zunächst in der Adelsrepublik Polen-Litauen, Woiwodschaft Ruthenien, und kam 1772 als Leszniow zum damaligen österreichischen Kronland Galizien (bis 1918 dann mit dem Status eines Marktes im Bezirk Brody).
Nach dem Ende des Ersten Weltkrieges kam der Ort zur Polen, war hier ab 1921 als Leszniów in die Woiwodschaft Lwów, Powiat Brody, Gmina Leszniów eingegliedert und wurde im Zweiten Weltkrieg erst von der Sowjetunion und ab 1941 bis 1944 von Deutschland besetzt und dem Distrikt Galizien angeschlossen. Nach der Rückeroberung durch sowjetische Truppen 1944 kam er 1945 wiederum zur Sowjetunion und wurde in die Ukrainische SSR eingegliedert, seit 1991 ist der Ort Teil der heutigen Ukraine. Unter sowjetischer Herrschaft wurde dem Ort 1939 der Marktstatus aberkannt und zum Dorf herabgestuft.
Eine circa 1677 erbaute Synagoge wurde im Zweiten Weltkrieg zerstört.